# 諏訪公園 (三好市)
諏訪公園（すわこうえん）は、徳島県三好市池田町ウヱノにある総合公園である。

## 地理
徳島県立池田高等学校の東側にある公園で、園内には約300本のソメイヨシノが植えられている。毎年春には「桜まつり」が開催され、夜にはライトアップされる。
また園内には1937年（昭和12年）に三好市池田町を訪れた吉井勇の歌碑「春ふかき落花の塵をふみながら諏訪山道をのぼり来しかな」が建てられている。園内東側には諏訪神社が鎮座し、国道192号が東西に通る。

## 施設
- 遊歩道
- 池
- 猿小屋 - 1匹の猿が飼育されている。

## 交通
- JR土讃線阿波池田駅下車より徒歩約10分。
- 徳島自動車道「井川池田インターチェンジ」より車で約5分。